# Фолл-Сіті (Вашингтон)
Фолл-Сіті (англ. Fall City) — переписна місцевість (CDP) в США, в окрузі Кінг штату Вашингтон. Населення — 2032 особи (2020).

## Географія
Фолл-Сіті розташований за координатами 47°34′9″ пн. ш. 121°54′50″ зх. д. / 47.56917° пн. ш. 121.91389° зх. д. (47.569265, -121.913924).  За даними Бюро перепису населення США в 2010 році переписна місцевість мала площу 7,45 км², з яких 7,34 км² — суходіл та 0,11 км² — водойми.

## Демографія
Згідно з переписом 2010 року, у переписній місцевості мешкали 1993 особи в 762 домогосподарствах у складі 561 родини. Густота населення становила 268 осіб/км².  Було 812 помешкання (109/км²).
Расовий склад населення:
| - 91,9 % — білих - 1,0 % — корінних американців - 1,0 % — азіатів - 0,2 % — чорних або афроамериканців - 0,1 % — вихідців з тихоокеанських островів - 2,6 % — осіб інших рас |

До двох чи більше рас належало 3,3 %. Частка іспаномовних становила 5,7 % від усіх жителів.
За віковим діапазоном населення розподілялося таким чином: 24,4 % — особи молодші 18 років, 63,1 % — особи у віці 18—64 років, 12,5 % — особи у віці 65 років та старші. Медіана віку мешканця становила 42,7 року. На 100 осіб жіночої статі у переписній місцевості припадало 103,4 чоловіків;  на 100 жінок у віці від 18 років та старших — 100,4 чоловіків також старших 18 років.
Середній дохід на одне домашнє господарство  становив 83 255 доларів США (медіана — 74 744), а середній дохід на одну сім'ю — 96 233 долари (медіана — 83 125). Медіана доходів становила 68 611 долар для чоловіків та 46 531 долар для жінок. За межею бідності перебувало 6,8 % осіб, у тому числі 8,9 % дітей у віці до 18 років та 3,8 % осіб у віці 65 років та старших.
Цивільне працевлаштоване населення становило 810 осіб. Основні галузі зайнятості: мистецтво, розваги та відпочинок — 17,3 %, освіта, охорона здоров'я та соціальна допомога — 17,2 %, будівництво — 13,6 %, роздрібна торгівля — 11,5 %.

## Відомі люди
- Елла Рейнс (1920 — 1988) — американська акторка.